# Léon de Smet

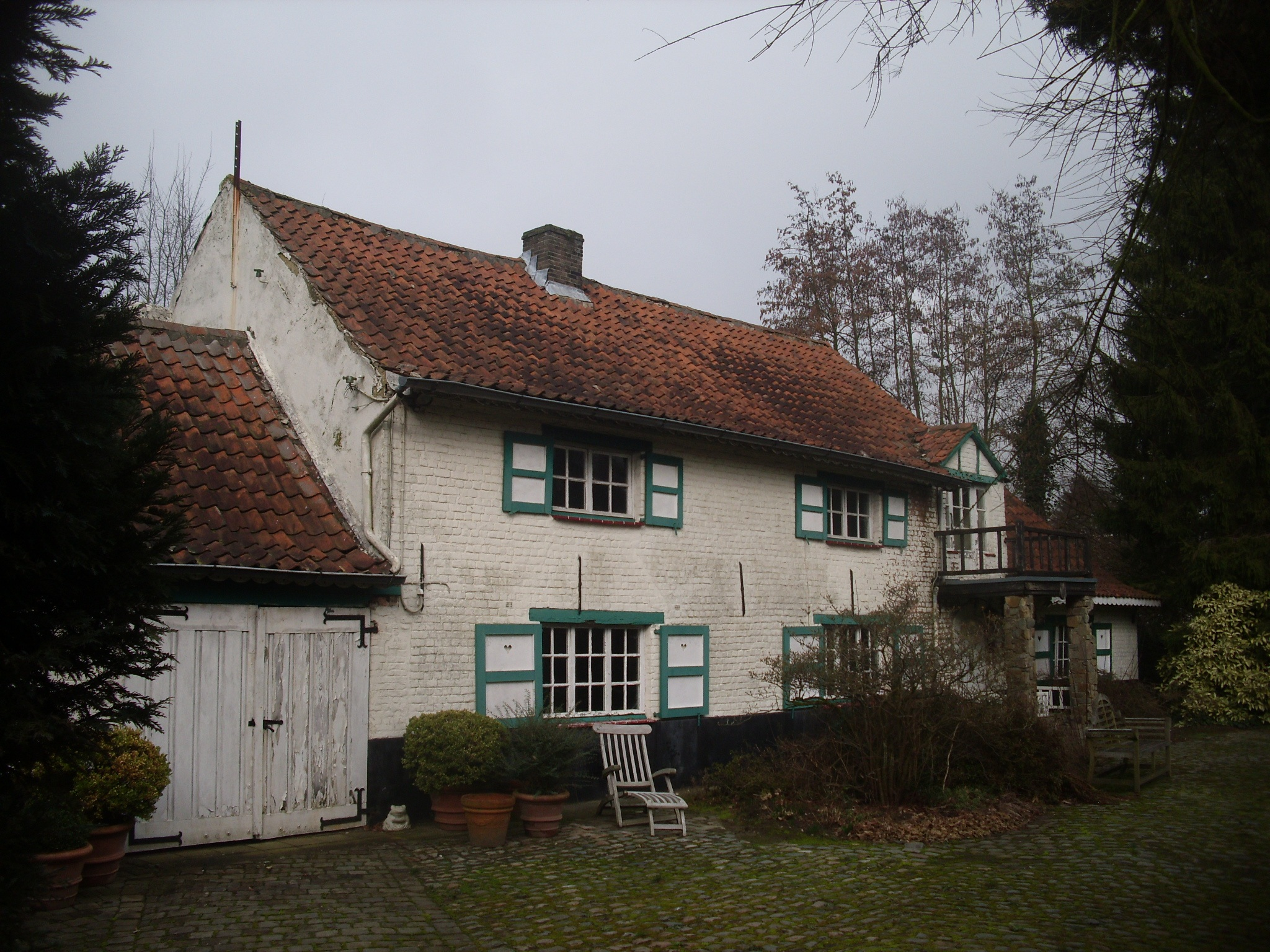
La maison de Léon De Smet à Sint-Martens-Latem.

Pour les articles homonymes, voir De Smet.
Léon de Smet, né le 20 juillet 1881 à Gand et mort le 9 septembre 1966  à Deurle, est un peintre belge d'expression néerlandaise. Il est le frère puîné de Gustave de Smet, lui aussi artiste peintre.

## Biographie

### Jeunesse
Il est le fils de Jules De Smet, peintre-décorateur et photographe. Il suit les cours de dessin le soir à l'Académie royale des beaux-arts de Gand sous la direction de Jean Delvin.

### Portrait
À l'opposé de son frère Gustave, Léon De Smet est primesautier, pétulant, habile, il démarre en flèche. À Londres, le succès de sa peinture ne peut lui enlever le goût amer de la nostalgie du pays de la Lys. Entouré de peintres convertis à l'expressionnisme, il demeure lui-même. Une intransigeante probité d'artiste gouverne sa démarche et jamais il ne triche avec les sollicitations de sa sensibilité. Exigeant à l'extrême, il ne livre les conclusions de ses recherches que lorsqu'il a la conviction qu'elles sont en accord avec sa nature véritable. Pareille attitude d'esprit doit être soulignée.
Sous ses cheveux blancs, cet homme mince et alerte rend des points à bien des jeunes gens. Après l'ouvrage quotidien — car il est demeuré très travailleur — ses distractions sont modestes : une halte au café du village, un peu de jardinage, mais surtout une partie de billard ,.

## Son parcours de peintre

### Ses débuts
1892 : il peint un Autoportrait
1896 : il dessine Portrait de mon frère Gustave
1901 : il peint Femme sur un sofa
1905 : il peint Portrait de Madame Valtat

### Laethem-Saint-Martin
Il arrive à Laethem en 1906 rejoindre son frère Gustave (1877-1943) qui y réside depuis 1901, ils y trouvent Frits van den Berghe (1883-1939) et forment avec lui le deuxième groupe de l'École de Laethem qui accueillera les Gantois Guillaume Montobio (1883-1962) et Maurice Sys (1880-1972) en 1907, l'Anversois Constant Permeke (1886-1952) en 1909 et enfin le Gantois Albert Servaes (1883-1966) qui fréquente un peu le premier groupe depuis 1901. Le village est charmant et secret, éclairé par les nonchalants méandres de la Lys.
Il est membre du cercle luministe Vie et lumière et peint à la manière impressionniste. Presque tout de suite, en tous cas bien avant 1914, Léon de Smet est en possession d'un métier solide et d'une technique très sûre. Déjà il expose avec un retentissant succès à la Biennale de Venise en 1909 et obtient à l'exposition internationale de Vienne en 1911 la médaille d'argent. Lorsqu'on revoit sa peinture d'avant 1914, l'aspect ferme, "écrit" des figures surprend agréablement,.

### Londres
Il se réfugie à Londres en 1914. Il s'y crée le renom mérité de portraitiste éminent dans le seul pays d'Europe qui ait conservé une tradition du portrait. Son séjour affine sa sensibilité, la fréquentation de quelques-uns des plus brillants esprits de l'intelligentzia britannique : un Galsworthy, un Shaw, un Thomas Hardy, un Eden Phillpotts, un Joseph Conrad de qui il exécute de fort beaux portraits, éveille son esprit à une culture dont il ne se souciait guère auparavant. Appelé sous les drapeaux en mai 1918, démobilisé fin novembre 1918, il retourne à Londres. Il fait une exposition personnelle tous les deux ans à Leicester Galleries et Burlington Galleries. D'autre part, le peintre, très fin, se défie progressivement du "bon goût" anglais, de cette préciosité esthétisante qui n'est pas, en effet, sans danger. Du moins ne peut-on s'expliquer autrement le brusque adieu à Londres en 1926, alors qu'il y est fêté à l'envi et que d'éclatants succès lui valent la vie la plus flatteusement agréable,.

### Retour au pays
Il se fixe à Bruxelles de 1926 à 1930 et s'installe à Deurle en 1930. À Bruxelles, l'aspect lumineux de sa peinture s'atténue au profit d'un expressionnisme de la ligne et du volume.
Il y trouve l'expressionnisme en pleine effervescence ; la peinture de ses amis et de son frère est transformée. La conscience d'un monde nouveau, qui se traduit par l'adoption d'une esthétique nouvelle, ne peut laisser indifférent un peintre aussi sensible que Léon de Smet. Sa production à cette époque est singulière et attirante, il incorpore les gammes hautes et claires dont il a la maîtrise à une plastique fortement écrite.
Ses paysages prennent un aspect puissamment souligné, ses figures acquièrent une fermeté et presque une rigidité impressionnantes. Des compositions, des nus, des natures-mortes témoignent aussi de cet effort réussi vers le style et l'expressivité. Entouré de peintres convertis à l'expressionnisme, il comprend et admire leur effort mais demeure cependant lui-même. Durant quelques années, il multiplie les toiles ainsi conçues, se crée un nouveau public. Les musées s'enrichissent de ses œuvres.
On peut croire qu'il a définitivement fixé ses moyens d'expression. Il n'en est rien. Sa sensibilité, sa bienheureuse versatilité le font évoluer progressivement. De cette époque datent des paysages recueillis, des intérieurs pleins de quiétude.
Dernier survivant, avec Permeke, de la fameuse École de Laethem, c'est lui que les jeunes peintres interrogent sur l'époque héroïque. Depuis 1930, date de son retour à Deurle où il ne tarde pas à se fixer dans un ravissant bungalow, cet auditoire ne cesse de s'étendre y compris parmi les personnalités artistiques à l'étranger comme chez nous. Le prestige du peintre y est pour beaucoup, mais c'est aussi l'ami que tous viennent voir.

## Œuvres
Répertoire Google des œuvres de Léon de Smet
- La Femme de l'artiste, vers 1904, huile sur toile, 55 × 30 cm, musée des beaux-arts de Gand[9]
- Paysage dans les environs de Laethem-Saint-Martin, 1905, huile sur toile, 72 × 150 cm, musée des beaux-arts de Gand[10]
- Intérieur ou Les Amoureux, 1911, huile sur toile, 120 × 111 cm, musée des beaux-arts de Gand[11]
- Louise, 1916, huile sur toile, 115 × 132 cm, musée des beaux-arts de Gand[12]
- Nature morte et porcelaine, 1919, huile sur toile, 72 × 92 cm, musée des beaux-arts de Gand[13]
- L'Azalée blanche, 1920, huile sur toile, 80 × 70 cm, Musées royaux des beaux-arts de Belgique[14]

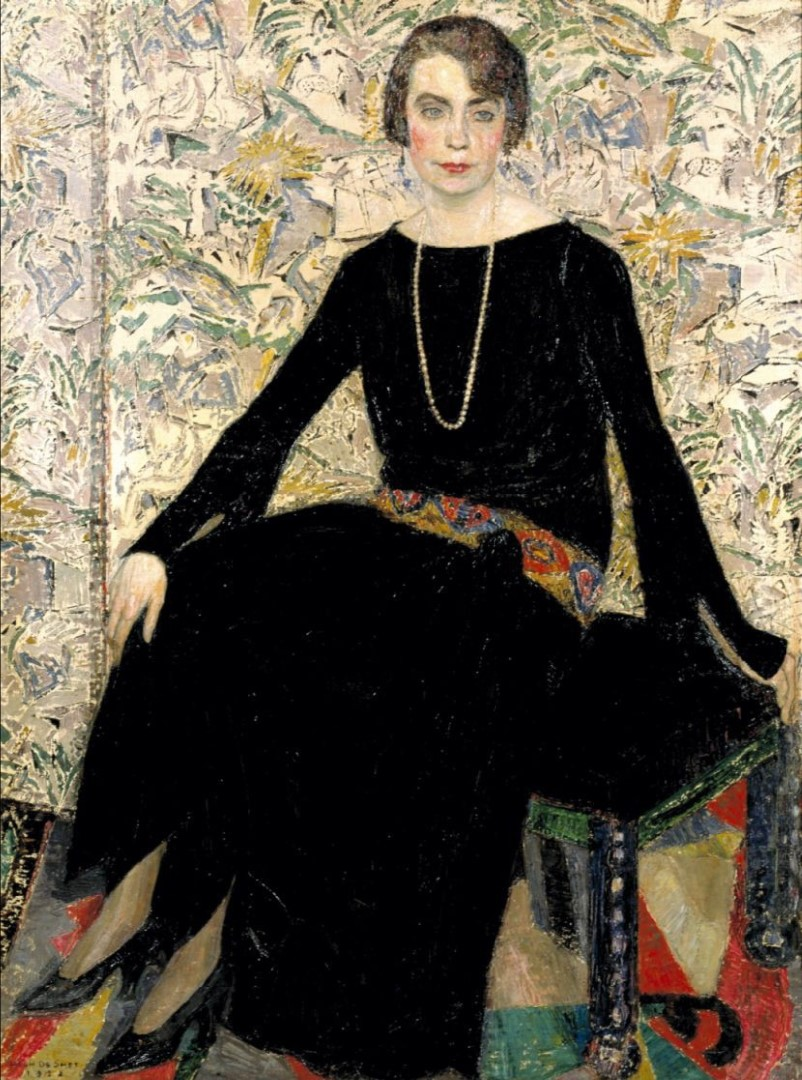
Portrait de Mme. Van Hecke, 1922
Musée de Deinze

- Portrait de Mme. Van Hecke, 1922, huile sur toile, 129 × 97 cm, Musée de Deinze et du Pays de la Lys[15]
- La Dame russe, 1930, huile sur toile, 70 × 60 cm, Musées royaux des beaux-arts de Belgique[16]
- L'Heure du thé, 1942, huile sur toile, 78 × 71 cm, Musées royaux des beaux-arts de Belgique[17]                —                                Inv. 6289
- Intérieur aux azalées blanches, 1949, huile sur toile, 89 × 110 cm, musée des beaux-arts de Gand[18]

Autres musées ([réf. nécessaire])
- La table rouge au Van Abbemuseum, Eindhoven
- Dame à l'éventail au musée Groeninge de Bruges
- Intérieur au Musée royal des beaux-arts d'Anvers

### Collections particulières
Collections Galsworthy, Shaw, Lady Burton, French, Phillpotts, Railing, Dawes, Sauter, van Geluwe, le baron Braun, le baron Buysse, Parent, De Porre, Gardyne, Van Nieuwenhuyse, Van der Kerken, Guy Morel de Boucle St.Denis, Callebaut, Torck, comte H.de Hemptinne, Heye, P.G.Van Hecke, Puissant, Bemelmans, de Graff, reine Élisabeth de Belgique.

### Expositions
- Particulières : à Bruxelles Galerie Georges Giroux en 1920 et Galerie de l'Art Belge en 1941 et 1942, à Gand musée des beaux-arts en 1953, à Anvers, à Paris, à Rotterdam, à Londres Galeries Leicester et Burlington[6].
- Collectives : Pittsburg, Baltimore, St.Louis, Buenos-Ayres, Rio de Janeiro, Montevideo, Vienne, Bordeaux, Oslo, Helsinki, Copenhague, Prague, Luxembourg, Liège, La Haye[20].

## Décorations
Il est nommé chevalier de l'ordre de la Couronne en 1920 et chevalier de l'ordre de Léopold en 1933.